# Perineu

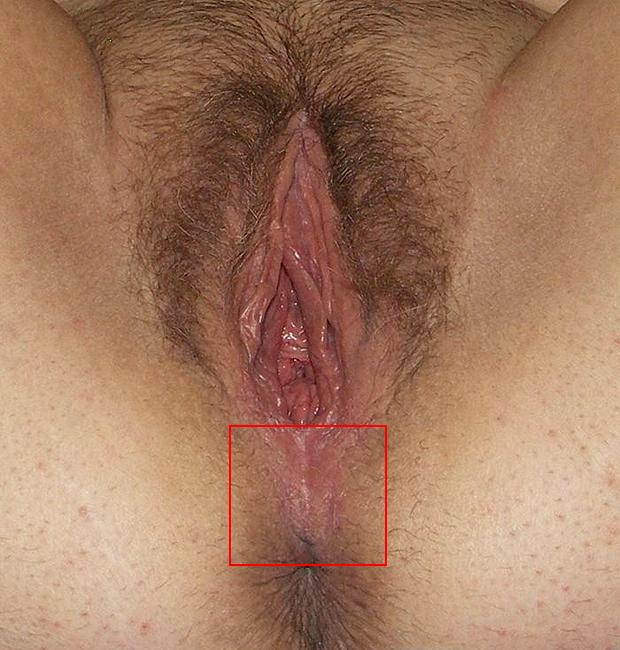
Perineu d'una dona

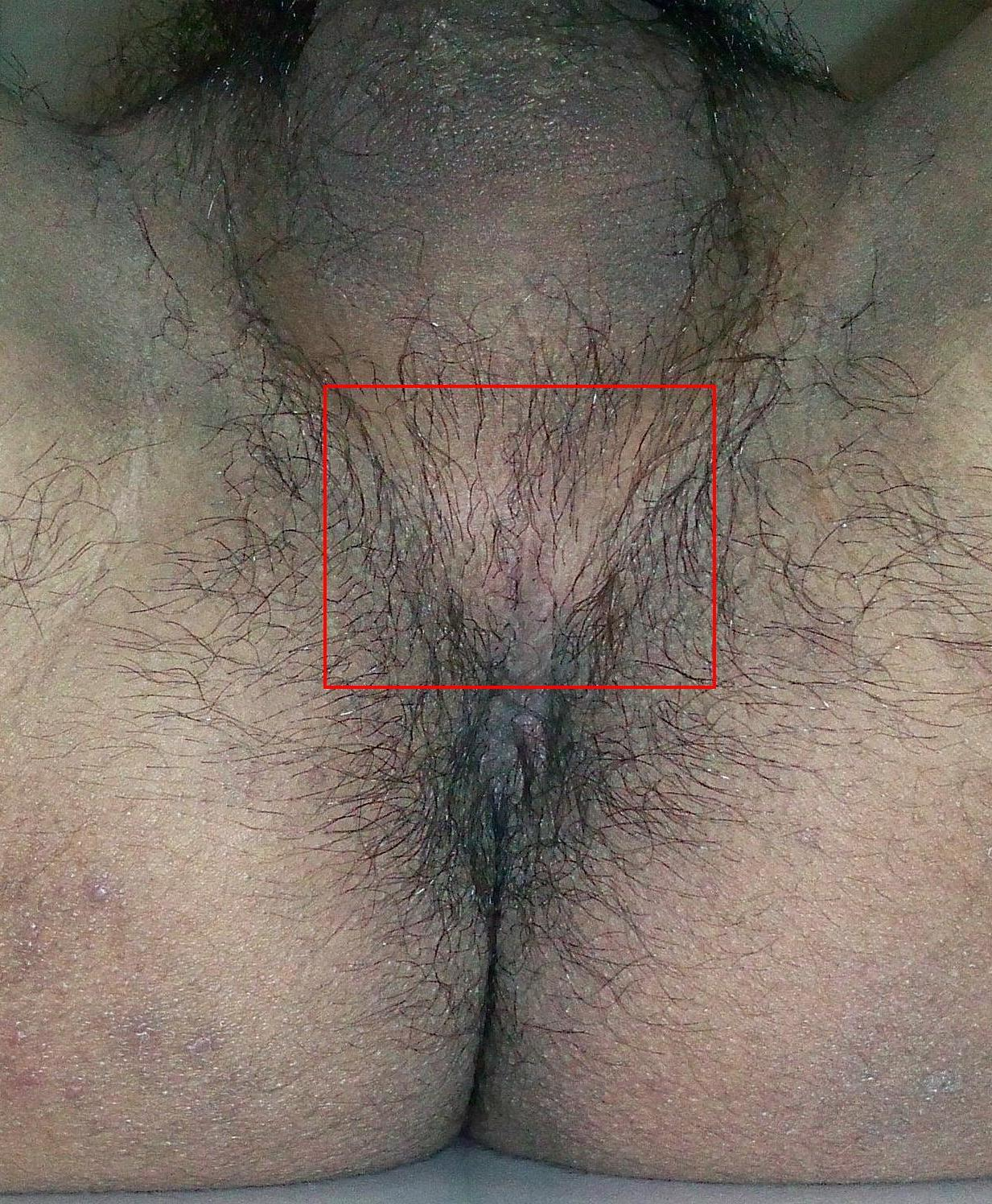
Perineu d'un home

En l'anatomia humana, el perineu es defineix generalment com la superfície de la regió, tant en homes i dones entre el pubis i el còccix. El perineu és la regió del cos per sota del diafragma pelvià i entre les cuixes (concretament les tuberositats isquiàtiques). És una àrea en forma de diamant a la superfície inferior del tronc, és travessat per uretra, pels òrgans genitals i pel recte, amb l'anus. La seva definició varia: pot referir-se només a les estructures superficials de la regió, o pot ser utilitzat per incloure a les estructures superficials i profundes.